# Brad Martin
Brad Martin (* 12. August 1986 in Hamilton) ist ein kanadischer Snowboarder. Er startet vorwiegend in der Halfpipe.

## Werdegang
Martin, der für den Craigleith Ski Club startet, begann im Alter von acht Jahren mit dem Snowboarden während eines Winterurlaubs in Jay Peek, Vermont, nachdem er bereits mit 18 Monaten erstmals auf Skiern stand. Mit 16 Jahren gab er sein internationales Debüt 2002 im Nor-Am-Cup. Bei den Kanadischen Meisterschaften 2002 erreichte er Platz 44. Am 20. Januar 2003 gewann er seinen ersten Wettbewerb in der Halfpipe im Nor-Am-Cup. Nach einem weiteren Sieg im Nor-Am-Cup und einem dritten Platz bei den Kanadischen Meisterschaften 2003 wurde er ins Team für den Weltcup berufen. Am 13. Dezember 2003 gab er in Whistler sein Debüt im Snowboard-Weltcup. Dabei erreichte er mit dem 10. Platz auf Anhieb ein gutes Resultat und 260 Weltcup-Punkte. Auch in seinem zweiten Weltcup in Stoneham erreichte er die Punkteränge. 
Bei der Junioren-Weltmeisterschaft 2004 startete er in Oberwiesenthal im Big Air und erreichte den 60. Platz. Im tschechischen Klínovec, wo der Halfpipe-Wettbewerb ausgetragen wurde, fuhr er auf den sechsten Platz. Nach der Junioren-Weltmeisterschaft gelang ihm in Sapporo noch einmal die Fahrt in die Punkteränge, bevor er anschließend nach Ergebnissen außerhalb der Weltcup-Punkte zurück in den Nor-Am-Cup ging. Bei der Snowboard-Weltmeisterschaft 2005 in Whistler fuhr Martin im Big Air auf den achten Platz. Nach der Weltmeisterschaft kehrte er zurück in den Weltcup und erreichte in Bardonecchia auch auf Anhieb die Punkteränge. Im Sungwoo Resort verpasste er mit Platz vier nur knapp das Podium. 
Am 10. Dezember 2005 erreichte er in Whistler erstmals das Podium und fuhr in der Halfpipe auf den dritten Platz. Bei den Olympischen Winterspielen 2006 in Turin fuhr er in der Halfpipe auf den 16. Platz, nachdem er bereits in der zweiten Qualifikationsrunde ausgeschieden war. Die Saison 2005/06 beendete er auf dem 29. Platz der Weltcup-Gesamtwertung. In der Halfpipe-Wertung belegte er den fünften Platz. Die Saison 2006/07 begann für Martin mit einem siebenten Platz in Saas-Fee. Bei der Snowboard-Weltmeisterschaft 2007 in Arosa gewann er in der Halfpipe überraschend die Bronzemedaille. Bei den Kanadischen Meisterschaften 2007 im Canada Olympic Park in Calgary gewann er seinen ersten nationalen Meistertitel. Den ersten Weltcup in der Saison 2007/08 bestritt er erst im Februar 2008 in Calgary, wo er in der Halfpipe erstmals den Sieg erringen konnte. Auch im folgenden Weltcup in Stoneham stand er erneut mit einem zweiten Platz auf dem Podium. Am Saisonende belegte er wie bereits 2005/06 den fünften Platz in der Halfpipe-Weltcup-Wertung. 
Bei den Kanadischen Meisterschaften 2008 in Cypress Mountain im April 2008 gewann er erneut den Meistertitel. Bei der Snowboard-Weltmeisterschaft 2009 in Gangwon konnte er diese Erfolge jedoch nicht bestätigen und erreichte in der Halfpipe nur Platz 19 sowie im Big Air nur Platz 30. Erst im Weltcup konnte er nach der Weltmeisterschaft wieder punkten und aufs Podium fahren. Bei den Kanadischen Meisterschaften 2009 gewann er seinen dritten Meistertitel in Folge. Obwohl er im Dezember 2009 einige Rennen im Nor-Am-Cup absolvierte und mit nur mittelmäßigen Ergebnissen abschloss, gehörte er zum kanadischen Team für die Olympischen Winterspiele 2010. Dort erreichte er den 23. Platz, nachdem er im zweiten Qualifikationsdurchgang ausgeschieden war. Bei den Kanadischen Meisterschaften 2010 gewann er seinen vierten Meistertitel in Folge.